# وایت سیتی (یوتا)
وایت سیتی، یوتا (به انگلیسی: White City, Utah) ناحیه‌ای در ایالات متحده آمریکا است که در شهرستان سالت‌لیک واقع شده‌است.

## خصوصیات
وایت سیتی ۲٫۲ کیلومترمربع مساحت و ۵٬۴۰۷ نفر جمعیت دارد و ۱٬۳۹۷ متر بالاتر از سطح دریا واقع شده‌است.